# Карл II (герцог Савойи)
Карл II (Ка́рло Джова́нни Амаде́о, итал. Carlo Giovanni Amedeo; 23 июня 1489, Турин — 16 апреля 1496, Монкальери) — герцог Савойский, князь Пьемонтский, граф ди Аоста и Ницца, титулярный король Кипрский, Иерусалимский и Армянский (1490—1496).

## Биография
Родился в Турине. Сын герцога Савойского Карла I Воителя и Бьянки Монферратской.
В 1490 году после смерти отца, в возрасте нескольких месяцев, формально унаследовал Савойское герцогство, а также формальные титулы короля Кипрского и Иерусалимского, царя Армянского (права на них Карл I выкупил в 1485 году у королевы Кипра Шарлотты, двоюродной сестры отца Карла I и вдовы его дяди, Людовика Савойского). Фактически герцогством управляла герцогиня-регентша Бьянка Монферратская (1472—1519).
Во время его правления король Франции Карл VIII вторгся в Савойю, Пьемонт и Италию и завоевал Неаполь, ввиду чего Савойская династия была вынуждена переместить свою резиденцию в Турин, ставший впоследствии центром объединения итальянских государств в единое целое.

## Смерть

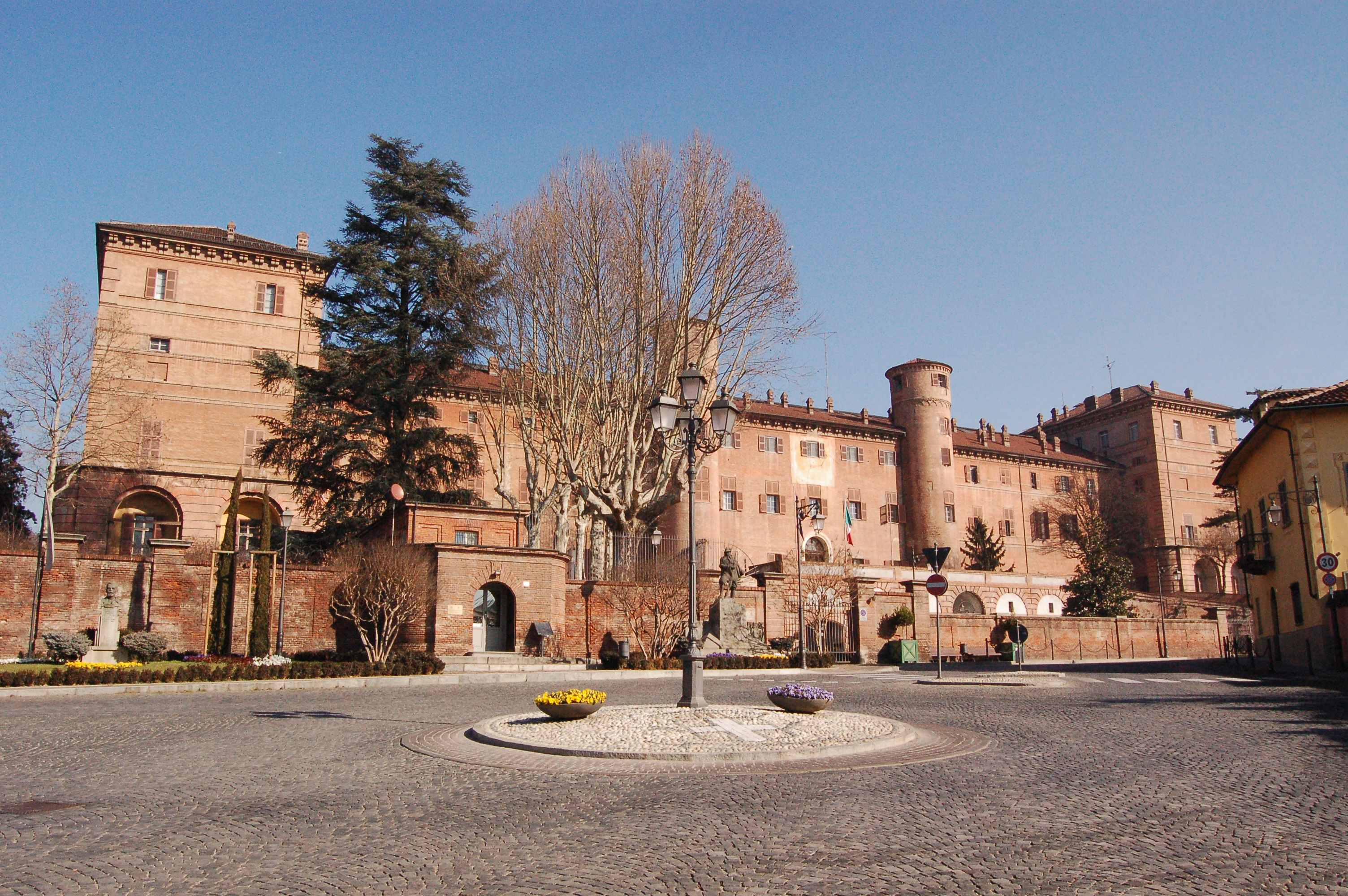
Замок Монкальери

Герцог Карл умер в 1496 году в возрасте 6 лет в Монкальери после падения с кровати. Герцогский титул унаследовал его двоюродный дед Филипп II, старший из наследников по мужской линии.
Несовершеннолетнюю сестру Карла Иоланду Луизу выдали замуж за старшего сына Филиппа II Филиберта Красивого. Однако Иоланда Луиза умерла в 1499 году бездетной, оставив 18-летнего Филиберта вдовцом. Наследницей фамильных земель Карла и Иоланды стала их кузина принцесса Шарлотта Неаполитанская (1479—1506), дочь их тётки Анны Савойской.